# Tsodilo
Tsodilo – pasmo wzgórz i grupa stanowisk archeologicznych w Botswanie na pustyni Kalahari, w 2001 roku wpisanych na listę światowego dziedzictwa UNESCO. Na obszarze około 10 km² znajduje się tu największe skupisko malowideł naskalnych na świecie, dzięki czemu teren ten nazywany jest często Luwrem pustyni.
Zachowało się ponad 4500 malowideł, dających chronologiczne świadectwo trybu życia ludzi i zmieniających się warunków naturalnych regionu na przestrzeni co najmniej 10 tysięcy lat.
Miejscowa ludność uważa wzgórza Tsodilo za święte miejsce, zamieszkane przez duchy przodków.
Część źródeł twierdzi, że Tsodilo znajdujące się 1489 m n.p.m. to najwyższy punkt Botswany. Inne wersje zakładają, że wyższe są Otse Hill – prawdopodobnie 1491 m n.p.m. lub Monalanong Hill – prawdopodobnie 1494 m n.p.m.